# Viggo Guttorm-Pedersen
Viggo Peter Guttorm-Pedersen (9. april 1902 i København – 15. maj 1962 i Haslev) var en dansk maler og tegner.
Guttorm-Pedersen blev uddannet som malersvend i 1922 (med sølvmedalje). Han blev uddannet til maler på Kunstakademiets malerskole i København fra 1927-29 af Ejnar Nielsen og Sigurd Wandel.
Viggo Guttorm-Pedersen havde især som tegner en omfattende produktion, fortrinsvis af landskabs- og by-motiver, som blev til under hans rejser i ind- og udland. Hans tidlige arbejder viser en romantisk følelse og en umiddelbar glæde ved karakteriseringen af bestemte lokaliteter, til brug i bl.a. Saxo-bogen. Foruden bogillustrationer havde Guttorm-Pedersen dekorative opgaver, bl.a. fortæppet til World Cinema i København samt den lange vægfrise med historiske motiver til Bellahøjskolen. Guttorm-Pedersen virkede desuden som plakattegner og med udformning af skrift og emblemer og endelig som tegner af en medalje for Danmarks frihedskamp.

## Rejser og udlandsophold
- Brasilien (Rio de Janeiro) 1922-23
- Paris og Rom 1925-26; Sverige 1929
- New York 1939
- Norge 1946, 1954
- Belgien, Frankrig 1950
- Italien 1950, 1953.

## Værker
- 30 skitser fra Sønderjylland (tegninger, 1940)
- Sydslesvig i Streg (15 pennetegninger, 1949)
- 68 gouacher med Sønderjyllands historie (1950, Gottorp-Skolen i Slesvig, Sydslesvig)
- Landskabet søndenled (skitsebog, 1953, Den Kongelige Kobberstiksamling)

### Udsmykninger
- Kringleby, Palladium-biografens børneværelse (1938, nedtaget)
- Chaplin på mælkevejen, World Cinema (applikeret fortæppe, 1939, nedtaget)
- sandblæste motiver på Edv. Storrs glasudstilling (1940, nedtaget)
- vægfrise med relief, Bellahøjskolens aula (1944, 1954, nedtaget og opmagasineret 1985)
- vægfrise, Kaj Munk Børnehaven, Kappel, Sydslesvig (1948)
- Norden i søndagstøj, 3-delt vægmaleri, Jaruplund Højskoles store spisesal (1951)
- Arbejderne i vingården, altervæg samt alterdug på Bredsted Danske Skole i Sydslesvig (1955)
- Kom, alt er rede, altervæg samt alterdug på Jes Kruse-Skolen i Egernførde/Eckernförde i Sydslesvig (1956)
- Den genfundne søn og Den barmhjertige samaritan, Rødding Frimenighedskirke (kalkmaleri, 1957)

### Plakater
- Svensk læseår i Danmark, Foreningen Norden (1941)
- Berl. Tid. jub. (1947)
- Håndværkets udstilling, Forum (1950)

### Illustrationer
- Postkort med julemotiver, solgt i forbindelse med humanitær bistand til Norgeshjælpen 1940-45
- Saxo Grammaticus' Danmarks Krønike ved Grundtvig, 1941 (tegninger)
- B.S. Ingemann: Holger Danske, 1944
- Marcus Lauesen: Omkring Gammel Torv, 1945
- Danske Smede, Dansk Smede- og Maskinarbejder Forbund 1948
- Medalje for Danmarks frihedskamp (illegalt præget i håndpresse, 1944-45, Naturhistorisk Museum)

## Udstillinger
- Charlottenborg 1950
- Centralbiblioteket, Svendborg 1953
- Biblioteket på Tåsinge 1953
- Nordisk Kunsthdl., Kbh. 1954